# Découplage des neutrinos
 (novembre 2023).
Si vous disposez d'ouvrages ou d'articles de référence ou si vous connaissez des sites web de qualité traitant du thème abordé ici, merci de compléter l'article en donnant les références utiles à sa vérifiabilité et en les liant à la section « Notes et références ».
En cosmologie, le découplage des neutrinos correspond à l'époque de l'histoire de l'univers primordial où les neutrinos et leurs antiparticules, les antineutrinos, cessent d'interagir notablement avec les autres formes de matière dans l'univers (notamment électrons, positrons et photons), avec lesquels ils étaient jusqu'alors en équilibre thermique. Cette époque correspond au moment du Big Bang où la température est descendue en dessous de 10 milliards de degrés, soit une énergie typique de 1 MeV par particule. À l'issue de cette période, les neutrinos primordiaux ayant cessé d'interagir notablement avec le reste de l'univers, ils forment le fond cosmologique de neutrinos. La région d'où sont issus ces neutrinos cosmologiques détectables aujourd'hui depuis la Terre est parfois appelée neutrinosphère.